# Distrikt Sechura

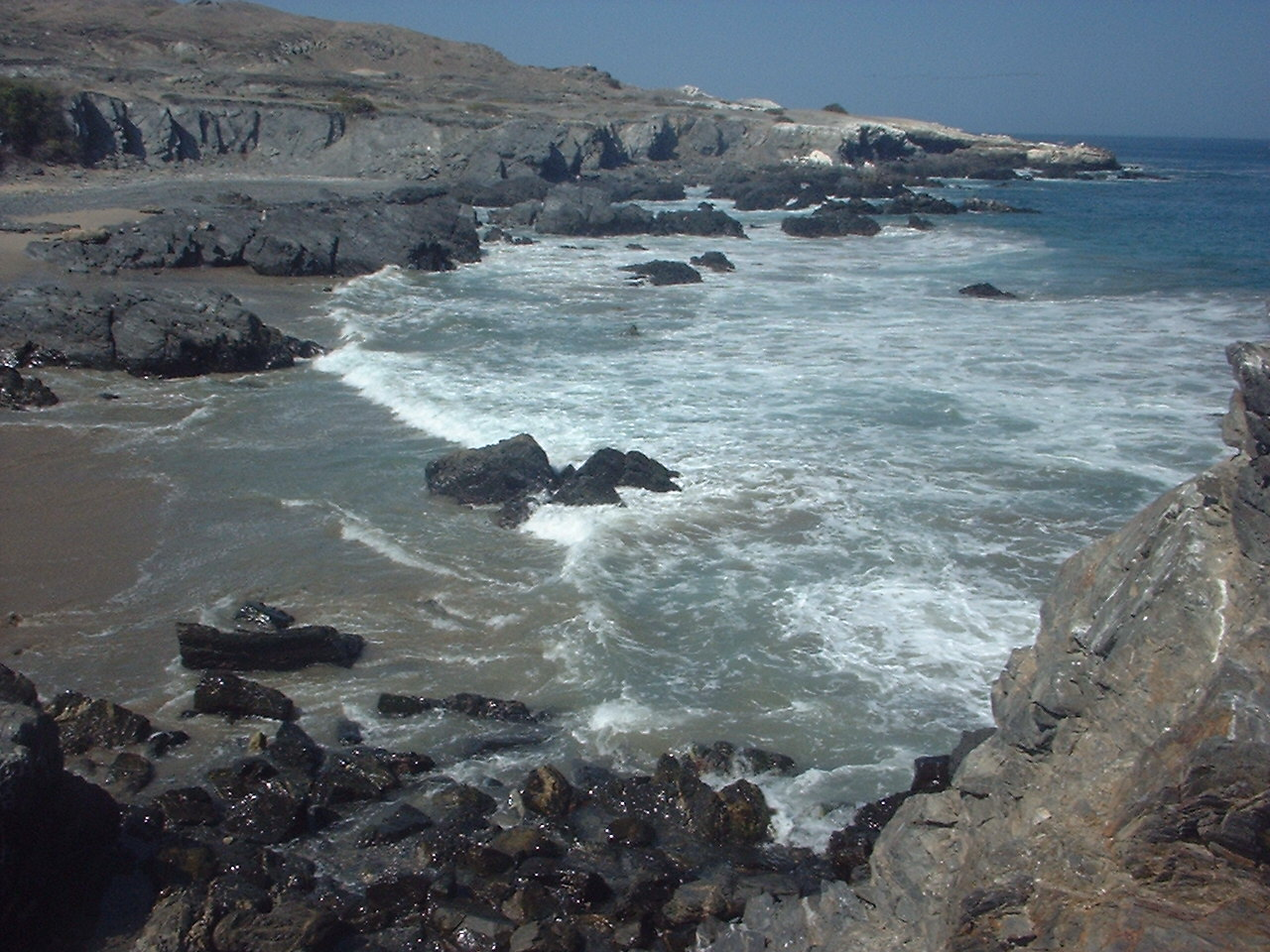
Halbinsel Illescas

Der Distrikt Sechura liegt in der Provinz Sechura in der Region Piura in Nordwest-Peru. Der Distrikt hat eine Fläche von 5711,25 km². Beim Zensus 2017 lebten 44.590 Einwohner im Distrikt. Im Jahr 1993 lag die Einwohnerzahl bei 19.235, im Jahr 2007 bei 32.965. Verwaltungssitz ist die Küsten- und Provinzhauptstadt Sechura mit 33.134 Einwohnern (Stand 2017).

## Geographische Lage
Der Distrikt Sechura liegt am Pazifischen Ozean im Süden der Provinz Sechura, südlich der Mündung des Río Sechura. Der Distrikt besteht überwiegend aus Wüste. Im Westen befindet sich die Halbinsel Illescas.
Der Distrikt Sechura grenzt im Nordwesten an den Distrikt Vice, im Norden an die Distrikte Rinconada Llícuar, Cristo Nos Valga und Catacaos (Provinz Piura) sowie im Südosten an den Distrikt Olmos (Provinz Lambayeque).